# Campeonato Paulista de Futebol de 1915 (LPF)
O Campeonato da Liga Paulista Foot-Ball de 1915 foi a 14.ª edição da competição de futebol entre clubes de futebol paulistanos filiados à LPF e é reconhecido como legítima edição do Campeonato Paulista de Futebol pela FPF.
Disputado por sete equipes, o campeonato da LPF ocorreu entre 11 de abril e 19 de dezembro de 1916 e teve o Germânia como vencedor e o Campos Elíseos como o segundo lugar.
O artilheiro da competição foi Facchini, do Campos Elíseos, com 17 gols.

## História
Com 18 pontos e excelente campanha, o Germânia teve confronto direto com o Campos Elíseos, vice-líder com 12 pontos e único time que poderia roubar-lhe o título, podendo chegar a 22. Mas o Germânia goleou por 3-0, chegando a 20 pontos. Como o Campos Elíseos perdeu o jogo seguinte para o Internacional, não podia alcançar mais o Germânia, que se sagrou campeão antecipadamente.
Ao todo, foram 42 jogos e 129 gols marcados (uma média de 3,07 por partida). Todas os confrontos foram realizados no campo do Parque da Antarctica Paulista, então sede do Germânia.
O torneio não contou com a participação do campeão anterior, o Corinthians, que havia se desfiliado da entidade e tentado ingressar na competição da liga rival.
A FPF reconhece oficialmente duas competições como legítimas edições do Campeonato Paulista de Futebol de 1915, cada uma das quais organizadas por uma entidade diferente. Houve um torneio da Liga Paulista de Foot-Ball e outro da Associação Paulista de Esportes Atléticos.

## Participantes
- Campos Elyseos
- Germânia
- Internacional
- Lusitano
- Maranhão
- Minas Gerais
- Vicentino

## Tabela
11 de abril de 1915 Germânia 3 x 2 Minas Gerais
18 de abril de 1915 Maranhão 1 x 1 Campos Elíseos
21 de abril de 1915 Luzitano 2 x 0 Vicentino
25 de abril de 1915 Germânia 3 x 1 SC Internacional
2 de maio de 1915 Maranhão 2 x 1 Minas Gerais
3 de maio de 1915 Campos Elíseos 2 x 0 Vicentino
9 de maio de 1915 SC Internacional 0 x 0 Luzitano
13 de maio de 1915 Germânia 5 x 1 Maranhão
16 de maio de 1915 Minas Gerais 1 x 0 Vicentino
23 de maio de 1915 Luzitano 3 x 4 Campos Elíseos
30 de maio de 1915 SC Internacional 3 x 2 Maranhão
6 de junho de 1915 Germânia 2 x 1 Vicentino
13 de junho de 1915 Minas Gerais 0 x 3 Campos Elíseos
20 de junho de 1915 Luzitano 4 x 0 Maranhão
27 de junho de 1915 SC Internacional 0 x 0 Vicentino
4 de julho de 1915 Campos Elíseos 4 x 1 Germânia
11 de julho de 1915 Luzitano 2 x 0 Minas Gerais
14 de julho de 1915 Maranhão 3 x 0 Vicentino
18 de julho de 1915 Campos Elíseos 1 x 1 SC Internacional
25 de julho de 1915 Germânia 2 x 0 Luzitano
1 de agosto de 1915 SC Internacional 3 x 0 Minas Gerais
8 de agosto de 1915 Germânia 3 x 1 Minas Gerais
22 de agosto de 1915 Luzitano 1 x 2 Vicentino
29 de agosto de 1915 Germânia 1 x 0 SC Internacional
5 de setembro de 1915 Minas Gerais 4 x 0 Maranhão
12 de setembro de 1915 SC Internacional 1 x 0 Luzitano
19 de setembro de 1915 Germânia 4 x 0 Maranhão
26 de setembro de 1915 Minas Gerais 3 x 2 Vicentino
10 de outubro de 1915 SC Internacional 2 x 0 Maranhão
12 de outubro de 1915 Germânia 3 x 2 Vicentino
17 de outubro de 1915 Campos Elíseos 3 x 1 Minas Gerais
24 de outubro de 1915 Maranhão 0 x 1 Luzitano
31 de outubro de 1915 Vicentino 0 x 1 SC Internacional
7 de novembro de 1915 Germânia 3 x 0 Campos Elíseos
14 de novembro de 1915 Minas Gerais 2 x 1 Luzitano
21 de novembro de 1915 Campos Elíseos 2 x 3 SC Internacional
28 de novembro de 1915 Germânia 2 x 2 Luzitano
5 de dezembro de 1915 Campos Elíseos 2 x 1 Maranhão
5 de dezembro de 1915 SC Internacional 2 x 1 Minas Gerais
12 de dezembro de 1915 Vicentino 0 x 3 Campos Elíseos
19 de dezembro de 1915 Campos Elíseos 2 x 0 Luzitano
19 de dezembro de 1915 Vicentino 3 x 1 Maranhão

## Final
Germânia 3x0 Campos Elíseos
(7 de novembro de 1915)

## Premiação
| Campeão Paulista de 1915 (Campeonato da LPF) |
| -------------------------------------------- |
| GERMÂNIA (2º título)                         |

## Classificação final
| Classificação - Final | Classificação - Final | Classificação - Final | Classificação - Final | Classificação - Final | Classificação - Final | Classificação - Final | Classificação - Final | Classificação - Final | Classificação - Final |
| Time | Time                  | PG                    | J                     | V                     | E                     | D                     | GP                    | GC                    | SG                    |
| --- | --------------------- | --------------------- | --------------------- | --------------------- | --------------------- | --------------------- | --------------------- | --------------------- | --------------------- |
| 1 | Germânia              | 21                    | 12                    | 10                    | 1                     | 1                     | 30                    | 13                    | 17                    |
| 2 | Campos Elyseos        | 18                    | 12                    | 8                     | 2                     | 2                     | 27                    | 14                    | 13                    |
| 3 | Internacional         | 17                    | 12                    | 7                     | 3                     | 2                     | 17                    | 10                    | 7                     |
| 4 | Lusitano              | 10                    | 12                    | 4                     | 2                     | 6                     | 16                    | 15                    | 1                     |
| 5 | Minas Gerais          | 8                     | 12                    | 4                     | 0                     | 8                     | 16                    | 24                    | - 8                   |
| 6 | Maranhão              | 5                     | 12                    | 2                     | 1                     | 9                     | 10                    | 22                    | - 12                  |
| 7 | Vicentino             | 5                     | 12                    | 2                     | 1                     | 9                     | 11                    | 30                    | - 19                  |
| PG - pontos ganhos; J - jogos; V - vitórias; E - empates; D - derrotas; GP - gols pró; GC - gols contra; SG - saldo de gols |                       |                       |                       |                       |                       |                       |                       |                       |                       |